# Illot des Porros

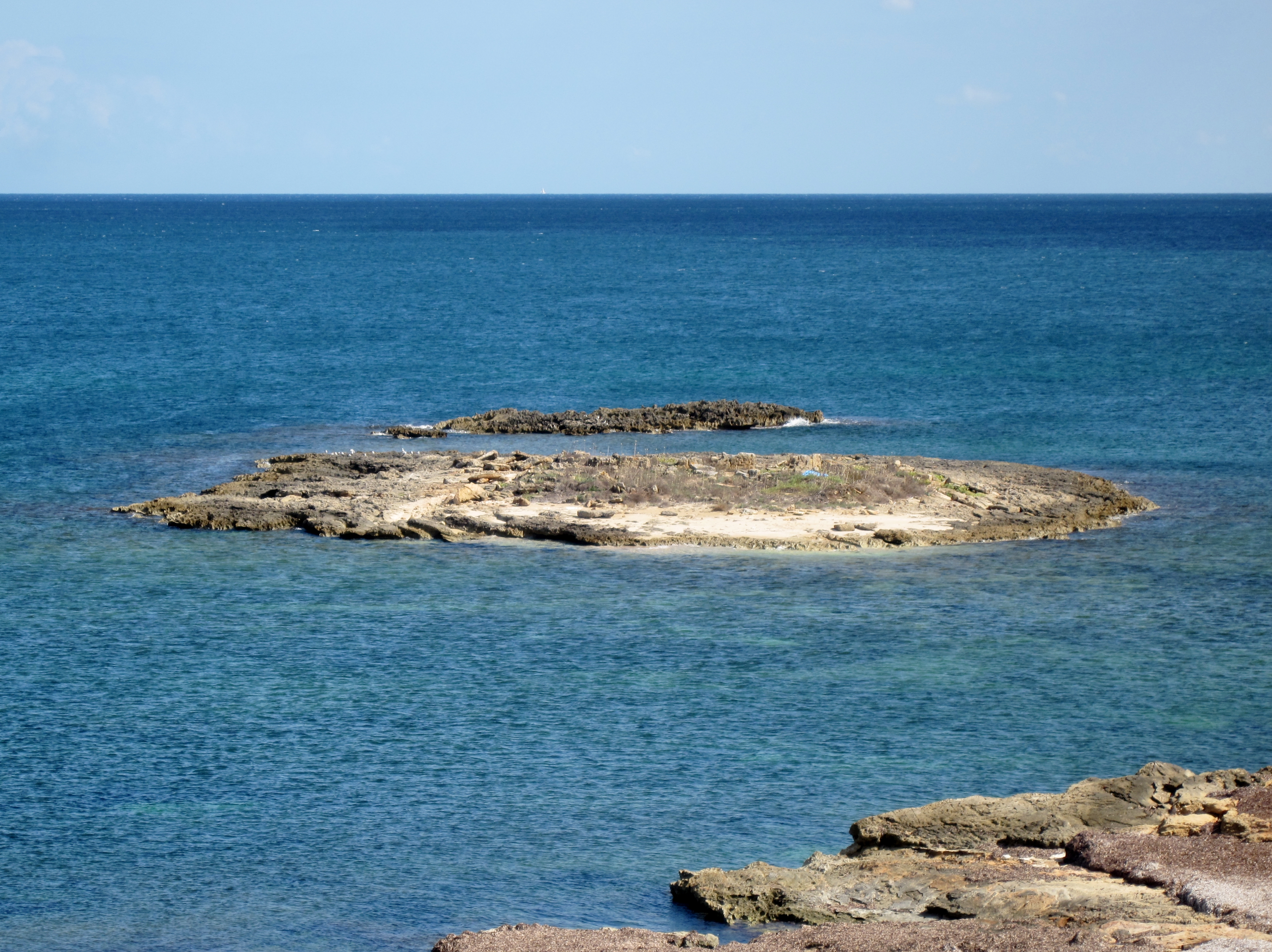
S’Illot des Porros.

S'Illot des Porros (‘islote de los puerros silvestres’), con su vegetación característica origen de su nombre, es un pequeño islote de 3050 metros cuadrados de forma elipsoidal de unos 70 por 45 metros y de altura máxima que no sobrepasa los cuatro metros. Está situado a 65 metros de la costa delante de la necrópolis de Son Real con la que guarda una relación evidente, en la parte meridional de la bahía de Alcudia, en el término municipal de Santa Margarita (Mallorca, Baleares). En tiempos prehistóricos seguramente pudo estar unido a la costa.
En él se halla una necrópolis talayótica de gran importancia. Sus vestigios son aproximadamente del siglo VII a. C. en las cuales se encuentran tres grandes sepulturas colectivas talladas en la roca y en un nivel inferior del suelo. En ellas los cuerpos eran inhumados e incinerados. La más antigua es una cámara funeraria semicircular del siglo IV a. C., con muros formados por grandes bloques de piedra. Las otras dos se encuentran excavadas en la roca y parcialmente construidas con muros de piedra, fechadas entre los siglos III y II a. C. También se encuentran tumbas individuales como las de Son Real. 
La superficie de la necrópolis es de 450 metros cuadrados y se han localizado los restos de 285 personas que revelan un origen oriental, tal vez púnico. Durante las excavaciones se encontró una gruesa capa de cenizas con restos de ofrendas y enterramientos por incineración. El inicio de la actividad funeraria puede situarse como máximo en el siglo VI a. C. y las tumbas fueron utilizadas regularmente desde el siglo IV hasta el II a. C. con indicios de que el islote fue utilizado para realizar enterramientos durante la época romana y la medieval.
Al igual que la necrópolis de Son Real sufre la erosión a causa de las olas.